# Gerda Nordenfeldt
Gerda Nordenfeldt, född 20 december 1860 i Örebro församling, Örebro län, död 11 maj 1926 i Sankt Matteus församling, Stockholms stad, var en svensk hovfröken.

## Biografi
Gerda Nordenfeldt föddes 1860 i Örebro. Hon var dotter till lantmäteridirektören Leonard Nordenfelt och Martina Gibson samt dotterdotter till grosshandlaren och skeppsredaren William Gibson. Nordenfeldt blev 12 december 1887 hovfröken hos drottning Sofia. Hon tilldelades 18 september 1897 Konung Oscar II:s jubileumsminnestecken och 6 juni 1907 Konung Oscar II:s och Drottning Sofias guldbröllopsminnestecken. Hon avled 1926 i Stockholm.